# تفنگ جدید من
تفنگ جدید من (به انگلیسی: My New Gun) یا اسلحه جدید من فیلمی محصول سال ۱۹۹۲ و به کارگردانی استیسی کوچران است. در این فیلم بازیگرانی همچون داین لین، جیمز لوگرو، استیون کالینز، تس هارپر، بروک آلتمن، مدی کرنمن، فیلیپ سیمور هافمن و استیون پرلمن ایفای نقش کرده‌اند.